# UCI-Cyclocross-Weltcup 2018/19
Beim UCI-Cyclocross-Weltcup 2018/19 wurden von September 2018 bis Januar 2019 durch die Union Cycliste Internationale Weltcup-Sieger im Cyclocross ermittelt. 
Erstmals gab es eine Wertung für die U23-Frauen. Für diese Wertung wurden keine gesonderten Rennen ausgetragen, sondern die in den Elite-Rennen erzielten Punkte gewertet und addiert. 

## Termine
| Rnd | Datum              | Ort                                 |
| --- | ------------------ | ----------------------------------- |
| 1   | 23. September 2018 | Waterloo                            |
| 2   | 29. September 2018 | Iowa City                           |
| 3   | 21. Oktober 2018   | Bern                                |
| 4   | 17. November 2018  | Tábor (Cyklokros Tábor)             |
| 5   | 25. November 2018  | Koksijde (Duinencross Koksijde)     |
| 6   | 23. Dezember 2018  | Namur (Citadelcross)                |
| 7   | 26. Dezember 2018  | Heusden-Zolder (Cyclocross Zolder)  |
| 8   | 20. Januar 2019    | Pontchâteau                         |
| 9   | 27. Januar 2019    | Hoogerheide (GP Adrie van der Poel) |

## Elite

### Frauen
| Rnd | Datum              | Ort            | Erste          | Zweite            | Dritte              |
| --- | ------------------ | -------------- | -------------- | ----------------- | ------------------- |
| 1   | 23. September 2018 | Waterloo       | Marianne Vos   | Ellen Noble       | Kateřina Nash       |
| 2   | 29. September 2018 | Iowa City      | Kaitlin Keough | Evie Richards     | Marianne Vos        |
| 3   | 21. Oktober 2018   | Bern           | Marianne Vos   | Annemarie Worst   | Katherine Compton   |
| 4   | 17. November 2018  | Tábor          | Lucinda Brand  | Annemarie Worst   | Alice Maria Arzuffi |
| 5   | 25. November 2018  | Koksijde       | Denise Betsema | Nikki Brammeier   | Annemarie Worst     |
| 6   | 23. Dezember 2018  | Namur          | Lucinda Brand  | Marianne Vos      | Annemarie Worst     |
| 7   | 26. Dezember 2018  | Heusden-Zolder | Marianne Vos   | Lucinda Brand     | Sanne Cant          |
| 8   | 20. Januar 2019    | Pontchâteau    | Marianne Vos   | Denise Betsema    | Maud Kaptheijns     |
| 9   | 27. Januar 2019    | Hoogerheide    | Lucinda Brand  | Katherine Compton | Marianne Vos        |

Gesamtwertung
| Platz | Name            | Punkte |
| ----- | --------------- | ------ |
| 1     | Marianne Vos    | 559    |
| 2     | Sanne Cant      | 418    |
| 3     | Annemarie Worst | 400    |
| 4     | Kaitlin Keough  | 384    |
| 5     | Denise Betsema  | 378    |
| 6     | Loes Sels       | 367    |

### Männer
| Rnd | Datum              | Ort            | Erster               | Zweiter                | Dritter                |
| --- | ------------------ | -------------- | -------------------- | ---------------------- | ---------------------- |
| 1   | 23. September 2018 | Waterloo       | Toon Aerts           | Wout Van Aert          | Laurens Sweeck         |
| 2   | 29. September 2018 | Iowa City      | Toon Aerts           | Wout Van Aert          | Michael Vanthourenhout |
| 3   | 21. Oktober 2018   | Bern           | Mathieu van der Poel | Wout Van Aert          | Toon Aerts             |
| 4   | 17. November 2018  | Tábor          | Mathieu van der Poel | Michael Vanthourenhout | Lars van der Haar      |
| 5   | 25. November 2018  | Koksijde       | Mathieu van der Poel | Wout Van Aert          | Toon Aerts             |
| 6   | 23. Dezember 2018  | Namur          | Mathieu van der Poel | Wout Van Aert          | Toon Aerts             |
| 7   | 26. Dezember 2018  | Heusden-Zolder | Mathieu van der Poel | Wout Van Aert          | Joris Nieuwenhuis      |
| 8   | 20. Januar 2019    | Pontchâteau    | Wout Van Aert        | Toon Aerts             | Michael Vanthourenhout |
| 9   | 27. Januar 2019    | Hoogerheide    | Mathieu van der Poel | Toon Aerts             | Wout Van Aert          |

Gesamtwertung
| Platz | Name                 | Punkte |
| ----- | -------------------- | ------ |
| 1     | Toon Aerts           | 615    |
| 2     | Wout Van Aert        | 613    |
| 3     | Mathieu van der Poel | 480    |
| 4     | Corné van Kessel     | 445    |
| 5     | Quinten Hermans      | 438    |
| 6     | Lars van der Haar    | 436    |

## U23

### Frauen
Gesamtwertung
| Platz | Name                       | Punkte |
| ----- | -------------------------- | ------ |
| 1     | Ceylin del Carmen Alvarado | 357    |
| 2     | Fleur Nagengast            | 323    |
| 3     | Inge van der Heijden       | 301    |
| 4     | Manon Bakker               | 219    |
| 5     | Evie Richards              | 210    |
| 6     | Clara Honsinger            | 171    |

### Männer
| Rnd | Datum             | Ort            | Erster         | Zweiter              | Dritter         |
| --- | ----------------- | -------------- | -------------- | -------------------- | --------------- |
| 1   | 21. Oktober 2018  | Bern           | Eli Iserbyt    | Eddy Finé            | Antoine Benoist |
| 2   | 17. November 2018 | Tábor          | Thomas Pidcock | Jakob Dorigoni       | Antoine Benoist |
| 3   | 25. November 2018 | Koksijde       | Thomas Pidcock | Antoine Benoist      | Jens Dekker     |
| 4   | 23. Dezember 2018 | Namur          | Thomas Pidcock | Eli Iserbyt          | Jakob Dorigoni  |
| 5   | 26. Dezember 2018 | Heusden-Zolder | Eli Iserbyt    | Maik van der Heijden | Timo Kielich    |
| 6   | 20. Januar 2019   | Pontchâteau    | Thomas Pidcock | Antoine Benoist      | Jakob Dorigoni  |
| 7   | 27. Januar 2019   | Hoogerheide    | Eli Iserbyt    | Antoine Benoist      | Ben Turner      |

Gesamtwertung
| Platz | Name             | Punkte |
| ----- | ---------------- | ------ |
| 1     | Thomas Pidcock   | 240    |
| 2     | Eli Iserbyt      | 225    |
| 3     | Antoine Benoist  | 195    |
| 4     | Jakob Dorigoni   | 185    |
| 5     | Eddy Finé        | 133    |
| 6     | Niels Vandeputte | 129    |

## Junioren

### Männer
| Rnd | Datum             | Ort            | Erster         | Zweiter             | Dritter             |
| --- | ----------------- | -------------- | -------------- | ------------------- | ------------------- |
| 1   | 21. Oktober 2018  | Bern           | Witse Meeussen | Luke Verburg        | Tomas Jezek         |
| 2   | 17. November 2018 | Tábor          | Witse Meeussen | Thibau Nys          | Tom Lindner         |
| 3   | 25. November 2018 | Koksijde       | Pim Ronhaar    | Witse Meeussen      | Tom Lindner         |
| 4   | 23. Dezember 2018 | Namur          | Ryan Cortjens  | Ben Tulett          | Witse Meeussen      |
| 5   | 26. Dezember 2018 | Heusden-Zolder | Ryan Cortjens  | Luke Verburg        | Lewis Askey         |
| 6   | 20. Januar 2019   | Pontchâteau    | Thibau Nys     | Witse Meeussen      | Carlos Canal Blanco |
| 7   | 27. Januar 2019   | Hoogerheide    | Witse Meeussen | Carlos Canal Blanco | Lennert Belmans     |

Gesamtwertung
| Platz | Name           | Punkte |
| ----- | -------------- | ------ |
| 1     | Witse Meeussen | 230    |
| 2     | Ryan Cortjens  | 182    |
| 3     | Thibau Nys     | 178    |
| 4     | Luke Verburg   | 163    |
| 5     | Tom Lindner    | 149    |
| 6     | Pim Ronhaar    | 145    |